# Fuefuki

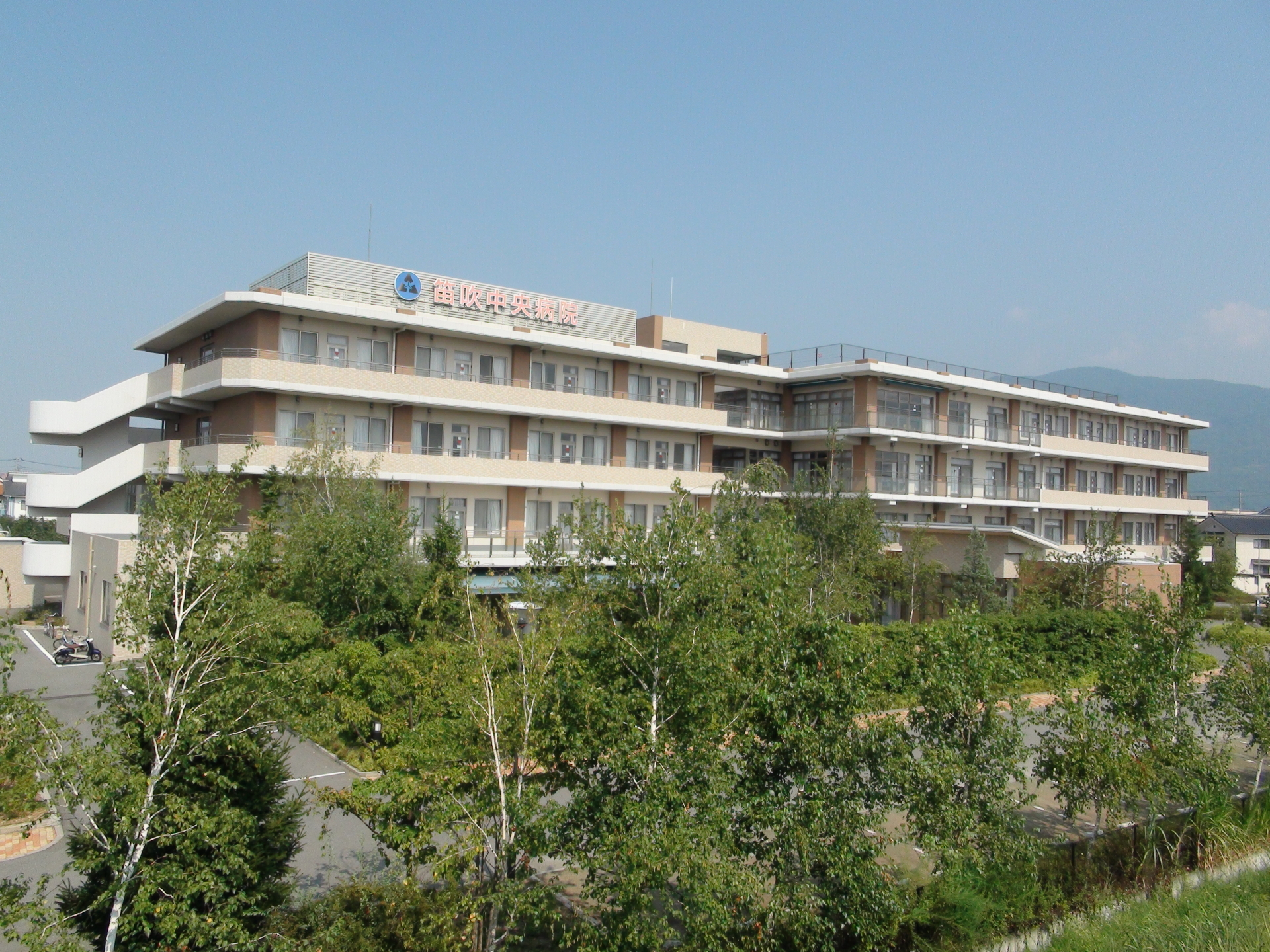
Centrala sjukhuset i Fuefuki

Fuefuki (japanska: 笛吹市?, Fuefuki-shi)) är en stad i Yamanashi prefektur på ön Honshū  i Japan. Staden bildades 2004 genom en sammanslagning av kommunerna Ichinomiya, Isawa, Kasugai, Misaka, Sakaigawa och Yatsushiro. 2006 inkorporerades även kommunen Ashigawa. Fuefuki är belägen vid Fuefukifloden, strax öster om prefekturens administrativa huvudort, Kōfu.